# Now or Never (песня из «Классного мюзикла»)
«Now or Never» — это заставка и первый сингл с диснеевского фильма Классный мюзикл: Выпускной. Песня также является первым треком с саундтрека. Однако, когда песня была исполнена в фильме, первый куплет был опущен.

## Релиз
Песня вышла в мировую премьеру на Radio Disney 11 июля 2008 как часть Планетной Премьерной короткометражки. Расширенная версия песни была выпущена 2 сентября 2008 на iTunes первым официальным синглом с саундтрека. Её предварительный просмотр был использован в фильме, вместе с кадрами из фильма, она впервые была показана на Disney Channel 30 июля 2008. 20 июля 2008 песню показали в Великобритании на BBC Radio One как часть BBC Switch.

## Клип
Предпросмотр сцены из фильма (учтенный как официальный клип), впервые был показан на Disney Channel on 30 июля 2008. «Now or Never» — это заставка к фильму, которая использовалась во время баскетбольной чемпионатной игры между West High Knights и East High Wildcats. Сцена начинается с раздевалки мальчиков и переходит в тренажерный зал, где начинается игра. Песня заканчивается победным ударом.

## Форматы и список композиций
Форматы
1. «Now or Never» (Альбомная версия) — 4:26
2. «Now or Never» (Выпуск Radio Disney) — 3:24
3. «Now or Never» (Видео выпуск) — 1:31
4. «Now or Never» (Реприза — как часть «Senior Year Spring Musical») — 0:56

Список композиций цифрового сингла iTunes
1. «Now or Never» (Альбомная версия) — 4:26

## Чарты
| Чарты (2008)                   | Наивысшая позиция |
| ------------------------------ | ----------------- |
| Australian ARIA Singles Chart  | 80                |
| Canadian Hot 100               | 72                |
| Датский Singles Chart          | 18                |
| Irish Singles Chart            | 42                |
| Swiss Singles Chart            | 64                |
| U.S. Billboard Hot 100         | 68                |
| Американский Billboard Pop 100 | 41                |
| UK Singles Chart               | 41                |